# Mykhailo Lvovych Boychuk
Mykhailo Lvovych Boychuk (tiếng Ukraina: Миха́йло Льво́вич Бойчу́к; 30 tháng 10 năm 1882 – 13 tháng 7 năm 1937) là một nhà điêu khắc tượng đài và họa sĩ hiện đại người Ukraina. Ông được coi là đại diện cho thế hệ những nhà văn hóa Phục hưng bị hành quyết.

## Tiểu sử
Boychuk sinh ra ở Romanivka, khi đó thuộc Áo-Hungary, hiện tại là ở tỉnh Ternopil của Ukraina. Ông học hội họa với Yulian Pankevych ở Lviv và sau đó ở Kraków, nơi ông tốt nghiệp Học viện Mỹ thuật Krakow năm 1905. Ông cũng học tại các học viện mỹ thuật ở Vienna và Munich. Năm 1905, tác phẩm của ông được triển lãm tại Phòng trưng bày Latour ở Lviv và vào năm 1907 là tại Munich. Từ năm 1907 đến năm 1910, ông sống ở Paris, nơi ông thành lập trường đào tạo nghệ thuật của riêng mình vào năm 1909. Trong thời gian này, ông đã làm việc cùng và chịu ảnh hưởng của Félix Vallotton, Paul Sérusier và Maurice Denis. Ông đã tổ chức một cuộc triển lãm tại Salon des Indépendants vào năm 1910, giới thiệu các tác phẩm của ông và học trò về sự hồi sinh của nghệ thuật Byzantine. Năm 1910, Boychuk trở về Lviv, tại đây ông làm việc với tư cách là bảo quản viên tại Bảo tàng Quốc gia. Năm 1911, ông đến Đế quốc Nga, nhưng sau khi Thế chiến thứ nhất nổ ra, ông bị giam giữ tại đó với tư cách là công dân Áo. Sau chiến tranh, Boychuk vẫn ở lại Kyiv.
Năm 1917, ông trở thành một trong những người sáng lập Học viện Nghệ thuật Nhà nước Ukraina, tại đây ông dạy về bích họa và khảm, và vào năm 1920 ông trở thành viện trưởng của học viện. Năm 1925, ông đồng sáng lập Hiệp hội Nghệ thuật Cách mạng Ukraina. Vào thời điểm đó, ông đã thực hiện một số tác phẩm tượng đài nổi tiếng và thành lập một trường phái nghệ sĩ tượng đài tồn tại cho đến khi ông qua đời. Trường phái này bao gồm những nghệ sĩ nổi tiếng như anh trai của ông là Tymofiy Boychuk và Ivan Padalka.

### Cái chết
Vào tháng 11 năm 1926 - tháng 5 năm 1927, Boychuk cùng với vợ mình Sofia Nalepynska-Boichuk và các học trò của ông Ivan Padalka và Vasyl Sedlyar đã có một chuyến đi thúc đẩy tính sáng tạo tới Đức, Pháp và Ý. Chuyến đi nước ngoài trở thành một trong những căn cứ trên giấy tờ khiến họ bị bắt giữ và bị buộc tội "gián điệp" và tham gia vào một "tổ chức phản cách mạng".
Vào ngày 25 tháng 11 năm 1936, NKVD đã bắt giữ Mykhailo Lvovich Boichuk, và vào ngày 13 tháng 7 năm 1937, ông bị bắn ở Kyiv cùng với các học trò tài năng của mình là Ivan Padalka và Vasyl Sedlyar.
Sofia Nalepinska-Boychuk bị hành quyết vào ngày 11 tháng 12 năm 1937, đồng thời bị quy là "gián điệp" và "vợ của thủ lĩnh một tổ chức khủng bố theo chủ nghĩa dân tộc trong giới nghệ sĩ". Đa số học trò của Mykhailo Boychuk cũng chịu chung số phận giống như ông.

## Tác phẩm
Nhiều tác phẩm của Boychuk, chủ yếu là bích họa và tranh ghép, đã bị phá hủy sau khi ông bị hành quyết. Ngay cả những bức tranh của ông được lưu giữ tại các bảo tàng ở Lviv cũng bị phá hủy sau Thế chiến II. Các dự án chính được thực hiện hoặc điều phối bởi Boychuk và trường phái của ông—trong đó bao gồm anh trai ông Tymofiy Boychuk, Ivan Padalka, Vasily Sedlyar, Sofiia Nalepinska, Mykola Kasperovych, Oksana Pavlenko, Antonina Ivanova, Mykola Rokytsky, Kateryna Borodina, Oleksandr Myzin, Kyrylo Hvozdyk, Pavlo Ivanchenko, Serhii Kolos, Okhrym Kravchenko, Dovzhenko, Onufrii Biziukov, Mariia Kotliarevska, Ivan Lypkivsky, Vira Bura-Matsapura, Yaroslava Muzyka, Oleksandr Ruban, Olena Sakhnovska, Manuil Shekhtman, Mariia Trubetska, Kostiantyn Yeleva và Mariia Yunak—là những đóng góp quan trọng cho nghệ thuật Ukraina và thế giới.
Ngay sau Cách mạng Tháng Mười năm 1917, Boychuk và một nhóm sinh viên theo chỉ đạo của ông đã vẽ các bức bích họa cho Nhà hát Opera và Ba lê Kyiv (năm 1919), Nhà hát Opera Kharkiv (năm 1921), gian hàng của Cộng hòa Xã hội chủ nghĩa Xô viết Ukraina tại Triển lãm Nông nghiệp và Công nghiệp Thủ công toàn Nga lần thứ nhất ở Moscow và Viện Hợp tác xã Kyiv (năm 1923). Sau đó, ông chuyển sang phong cách hiện thực xã hội chủ nghĩa, trong đó các tác phẩm chính của nhóm ông là Peasant Sanatorium ở Odessa (1927–28) và Nhà hát kịch Ukraina Chervonozavodskyi Kharkiv (1933–35).
Một số tác phẩm nghệ thuật của Boychuk được lưu giữ tại Bảo tàng Nghệ thuật Quốc gia Ukraina.

## Một số tác phẩm tiêu biểu

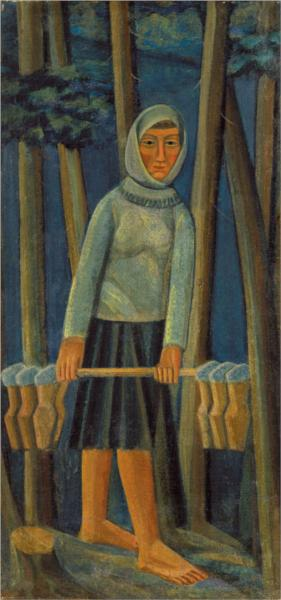
Cô gái vắt sữa
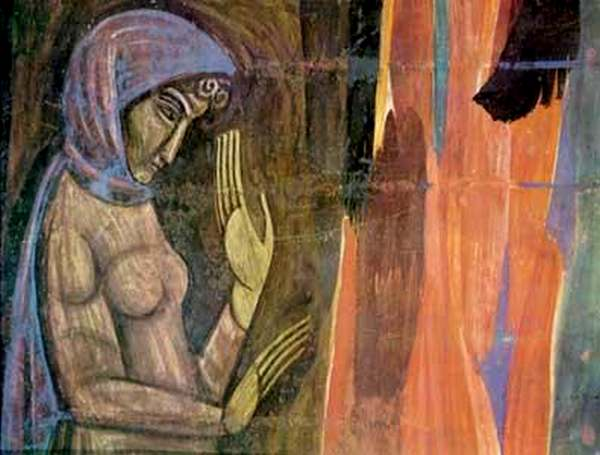
Một cô gái
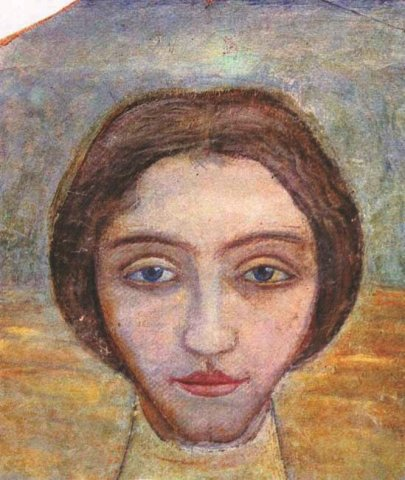
Chân dung một người Phụ nữ
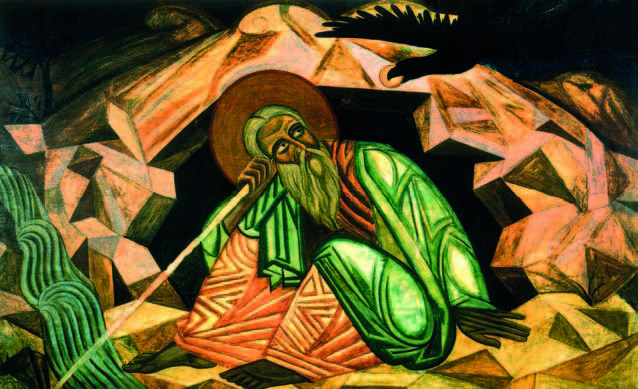
Nhà tiên tri Elijah